# Спідкостюм
Спідкостюм (англ. Speedsuit) — елемент спортивного одягу унісекс або промислової уніформи, що використовується, коли необхідно швидко переодягатися. Це або єдиний предмет одягу, який щільно облягає тулуб і, за бажанням, різну кількість рук і ніг; загалом він схожий на трико, хоча навмисно зроблений особливо щільним і стискаючим, щоб облягати тіло для різних цілей тепла (при використанні в сноубордингу або лижах) і гідродинаміки (при використанні в плаванні та інших водних видах спорту), або це комбінезон з облягаючим коміром, подібний до комбінезону.

## У масовій культурі
Постійний прикол у The Venture Bros., починаючи з епізоду «Hate Floats», — це твердження доктора Венчера щодо переваги «спідкостюма» та його бажання одягнути свого сина Діна в спідкостюм спочатку на день народження, а потім як обряд свята. Прикол у першому епізоді згадує про те, що «супернауковець» носить «до кінця свого життя», а також пояснює причину, чому анімаційних героїв завжди показують в одному одязі в рамках уявної реальності шоу і оживлені в однаковому вбранні незалежно від обставин. У шоу Speedsuit — комбінезон з коротким рукавом. Зараз цей термін увійшов у загальну мову індустрії комбінезонів/робочої форми
.